# Nuculana sufficientia
Nuculana sufficientia is een tweekleppigensoort uit de familie van de Nuculanidae. De wetenschappelijke naam van de soort is voor het eerst geldig gepubliceerd in 2016 door Poppe en Tagaro.